# The Applejacks
The Applejacks foi um grupo de músicos de estúdio estadunidenses liderados por Dave Appell. Eles lançaram singles pela Cameo Records. Seu maior sucesso foi o instrumental "Mexican Hat Rock", um hit Top 20 nos Estados Unidos em 1958.

## Singles
- "Mexican Hat Rock" (1958) U.S. No. 16
- "Rocka-Conga" (1959) U.S. No. 38 (Os primeiros lançamentos de "Rocka-Conga" foram prensados como "Rocka-Tonga")
- "Bunny Hop" (1959) U.S. No. 70[5]